# Halina Suskiewicz
Halina Elżbieta Suskiewicz (ur. 6 kwietnia 1937 w Łodzi) – polska polityk, posłanka na Sejm X kadencji.

## Życiorys
W 1959 ukończyła studia w kierunku geografia na Uniwersytecie Wrocławskim w 1959 roku. W latach 1954–1964 była nauczycielką w szkołach podstawowych, później średnich. W 1974 została dyrektorka XVIII Liceum Ogólnokształcącego w Łodzi.
W 1967 wstąpiła do Polskiej Zjednoczonej Partii Robotniczej, była członkiem Centralnej Komisji Kontrolno-Rewizyjnej. Z ramienia partii w 1989 uzyskała mandat posłanki na Sejm kontraktowy z okręgu śródmiejskiego. Na koniec kadencji należała do Parlamentarnego Klubu Lewicy Demokratycznej, zasiadała w Komisji Edukacji, Nauki i Postępu Technicznego, Komisji Sprawiedliwości oraz w Komisji Nadzwyczajnej do rozpatrzenia projektu ustawy o ochronie prawnej dziecka poczętego.

## Odznaczenia
- Krzyż Kawalerski Orderu Odrodzenia Polski (1987)
- Złoty Krzyż Zasługi (1980)
- Medal Komisji Edukacji Narodowej (1983)
- Medal 40-lecia Polski Ludowej (1984)